# Grades de l'armée australienne
Cet article répertorie les grades des officiers, sous-officiers et militaires du rang des trois composantes de l'armée australienne, l’Australian Defence Force que sont
- la marine de guerre, la Royal Australian Navy (RAN).
- l'armée de terre, l’Australian Army (AA)
- l'armée de l'air, la Royal Australian Air Force (RAAF).

Les trois armes australiennes ont hérité de l'organisation structurelle de leurs homologues britanniques. Les insignes utilisés pour identifier ces grades sont généralement similaires à ceux utilisés dans les Forces armées britanniques.
Les tableaux suivants présentent les grades équivalents et les classifications pour les trois armes, tels que définis dans PACMAN, ADF Pay and Conditions Manual, Vol.2, Chap.1, Part.4, pg.1, sections 1.4.1 et 1.4.2, Edition AL13 (Novembre 2009), People Strategies and Policy, Australian Department of Defence. « Grade équivalent » désigne le grade correspondant établi par l'article 8 du Defence Force Regulations 1952.

## Officiers
| Code OTAN                                  | Code aust.                                 | Marine                                     | Terre                                      | Air                                        |
| Officiers généraux (General/Flag officers) | Officiers généraux (General/Flag officers) | Officiers généraux (General/Flag officers) | Officiers généraux (General/Flag officers) | Officiers généraux (General/Flag officers) |
| ------------------------------------------ | ------------------------------------------ | ------------------------------------------ | ------------------------------------------ | ------------------------------------------ |
| OF-10                                      | O-11                                       | Admiral of the fleet                       | Field Marshal                              | Marshal of the Royal Australian Air Force  |
| OF-9                                       | O-10                                       | Admiral                                    | General                                    | Air Chief Marshal                          |
| OF-8                                       | O-9                                        | Vice Admiral                               | Lieutenant General                         | Air Marshal                                |
| OF-7                                       | O-8                                        | Rear Admiral                               | Major General                              | Air vice-marshal                           |
| OF-6                                       | O-7                                        | Commodore                                  | —                                          | Air commodore                              |
| Officiers supérieurs (Senior Officers)     |                                            |                                            |                                            |                                            |
| OF-6                                       | O-7                                        | —                                          | Brigadier                                  | —                                          |
| OF-5                                       | O-6                                        | Captain (RAN)                              | Colonel                                    | Group captain                              |
| OF-4                                       | O-5                                        | Commander                                  | Lieutenant Colonel                         | Wing Commander                             |
| OF-3                                       | O-4                                        | Lieutenant Commander                       | Major                                      | Squadron Leader                            |
| Officiers subalternes (Junior Officers)    |                                            |                                            |                                            |                                            |
| OF-2                                       | O-3                                        | Lieutenant                                 | Captain (Army)                             | Flight Lieutenant                          |
| OF-1                                       | O-2                                        | Sub Lieutenant                             | Lieutenant                                 | Flying Officer                             |
| OF-1                                       | O-1                                        | Acting Sub Lieutenant                      | Second Lieutenant                          | Pilot Officer                              |
| Élèves-officiers (Cadets)                  |                                            |                                            |                                            |                                            |
| -                                          | -                                          | Midshipman                                 | Officer Cadet                              | Officer Cadet                              |

## Sous-officiers et hommes du rang
| Code OTAN                                                     | Code aust.                                   | Marine                                       | Terre                                        | Air                                          |  |
| Sous-officiers supérieurs (Warrant Officers)                  | Sous-officiers supérieurs (Warrant Officers) | Sous-officiers supérieurs (Warrant Officers) | Sous-officiers supérieurs (Warrant Officers) | Sous-officiers supérieurs (Warrant Officers) |  |
| ------------------------------------------------------------- | -------------------------------------------- | -------------------------------------------- | -------------------------------------------- | -------------------------------------------- |  |
| OR-9                                                          | E-9                                          | Warrant Officer of the Navy                  | Warrant Officer (RSM of the Army)            | Warrant Officer of the Air Force             |  |
| OR-9                                                          | E-9                                          | Warrant Officer                              | Warrant Officer Class 1                      | Warrant Officer                              |  |
| OR-8                                                          | E-8                                          | -                                            | Warrant Officer Class 2                      | -                                            |  |
| Sous-officiers subalternes (Senior Non-commissioned Officers) |                                              |                                              |                                              |                                              |  |
| OR-8                                                          | E-8                                          | Chief Petty Officer                          | -                                            | Flight Sergeant                              |  |
| OR-7                                                          | E-7                                          | -                                            | Staff Sergeant,                              | -                                            |  |
| OR-6                                                          | E-6                                          | Petty Officer                                | Sergeant                                     | Sergeant                                     |  |
| Hommes du rang (Junior Non-commissioned Officers)             |                                              |                                              |                                              |                                              |  |
| OR-4                                                          | E-5                                          | Leading Seaman                               | Corporal/Bombardier                          | Corporal                                     |  |
| OR-3                                                          | E-4                                          | -                                            | Lance Corporal/Lance Bombardier              | -                                            |  |
| Hommes du rang (Enlisted)                                     |                                              |                                              |                                              |                                              |  |
| OR-3                                                          | E-3                                          | Able Seaman                                  | [Private Proficient],                        | Leading Aircraftman/Woman                    |  |
| OR-2                                                          | E-2                                          | Seaman                                       | Private                                      | Aircraftman/Woman                            |  |